# Dime cómo
«Dime cómo» es una canción del género eurodance con influencias latinas del grupo musical Paradisio. Fue lanzada en octubre de 1997 como el cuarto sencillo de su álbum homónimo. Alcanzó el puesto 36 en Suecia y falló en el ingreso de charts en los demás países de Europa.

## Vídeo musical
El vídeo fue grabado en un pueblo al estilo de los vaqueros e incluye pasos de flamenco.

## Canciones

### Sencillo en CD
Europa (1997)
1. «Dime cómo» (Gitano Radio Edit)
2. «Dime cómo» (Instrumental Edit)